# 弓箭手 (歌曲)
弓箭手是美國創作歌手泰勒·斯威夫特的一首歌曲，於2019年7月23日由聯眾唱片發行，收錄於泰勒絲的第七張專輯《情人》，作為專輯的首支宣传单曲。

## 背景及詞曲
泰勒絲於美國東部時間2019年7月23日於Instagram直播，公布专辑中曲序为第 5 首的歌曲名為弓箭手，並作為宣傳單曲於當天發行。
弓箭手是由泰勒絲及杰克·安东诺夫共同創作及共同製作，他們在加州花了2小時來完成這首歌。他們之前就有合作過，例如：單曲比小說更甜蜜（2013年）、專輯《1989》的三首歌（2014年）、單曲無愛不活（2016年）及專輯《舉世盛名》的六首歌。他們這次在專輯《情人》也一起製作某些歌曲。關於這首歌在專輯的第五首，泰勒絲表示她把最感動、脆弱及私人的歌曲放在前六个專輯里的第五首，這次也不例外。
弓箭手是一首中音合成器流行和夢幻流行的民謠，具有沉重的合成器，簡約的聲音和緩慢的節奏。這首歌被描述為比前兩首的單曲「更黑暗，更內省」，展示了泰勒絲的「更加脆弱和懺悔」的一面，因為這首歌的特點是「獵人和獵物」。根據紙張雜誌的Jael Goldfine，她說到這首歌「建立起了狂熱的高潮」，之後泰勒絲將童謠「Humpty Dumpty」中的歌詞插入「描述她的情感是痛苦」，然後「將這一切帶回到她的生活中她是如何被仇敵和背叛標記」。

## 評價
弓箭手大致獲得樂評的好評。《滾石》的Claire Shaffer稱這首歌為「一個憂鬱的，合成重的民謠，以弓箭手的比喻為中心的一首歌曲」。《告示牌》的Rania Aniftos認為這首歌是「閃閃發光、輕快，並且泰勒絲扯下她所立起的牆壁，要求她喜歡的人接受她所有的歌聲」。《富比士》的Caitlin Kelley說：「這首歌的歌詞讓我們瀏覽到泰勒絲的一個更微妙的承認，她高調關係的高低是有據可查」，並補充說「這首歌的最大優勢在於歌詞的精巧」。新音樂快遞雜誌的Sofiana Ramli寫到：「這首歌顯示出泰勒絲的不安全感」，並敘述這首歌與回憶太清晰一樣細緻而夢幻，同樣走簡單路線。
《綜藝》的Chris Willman認為「這首歌的歌詞在一種看似幸福的關係中反映了一種可疑的心態，在這種關係中容易產生舊的恐懼」，並且還把它與《回憶太清晰》相提並論。禿鷹雜誌的Jackson McHenry說：「這首歌發現泰勒絲陷入了一個較慢的陷阱中」，並補充說「這可能是承認她確實喜歡紛亂並爭吵，即使她扮演受害者，但這也可能是個暗喻」。Vox雜誌的Constance Grady寫到：「這首歌是多餘的和極簡主義的，而且泰勒絲作為一名詞曲作家，當她受到傷害時會偶爾的像這樣自我憎恨」，並補充說這首歌比前幾首的單曲更強大及更有感性。

## 製作人員
資料來源：Tidal 
- 泰勒·斯威夫特：主要聲樂、和聲、詞曲作家、製作人
- 杰克·安东诺夫：製作人、詞曲作家、編程、鍵盤、錄製工程、錄音室人員
- Laura Sisk – 錄音工程、錄音室人員
- John Rooney – 錄音工程協助、錄音室人員
- 塞爾邦·加納（英语：Serban Ghenea）：混音師、錄音室人員
- 約翰·漢內斯：混音工程、錄音室人員

## 榜單
| 排行榜（2019）                           | 最高名次 |
| ---------------------------------------- | -------- |
| 澳大利亚（澳大利亚唱片业协会單曲榜）     | 19       |
| 比利时佛兰德（Ultratip榜外單曲榜）       | 28       |
| 加拿大（Canadian Hot 100）               | 41       |
| 中國（《告示牌》电台外语音乐榜）         | 2        |
| 捷克（百強數位單曲榜）                   | 69       |
| 愛沙尼亞（爱沙尼亚四十强榜）             | 32       |
| 希臘（國際唱片業協會希臘分會國際單曲榜） | 19       |
| 匈牙利（四十強單曲榜）                   | 22       |
| 愛爾蘭（愛爾蘭唱片音樂協會单曲榜）       | 31       |
| 新西兰（新西兰唱片音乐协会）             | 28       |
| 蘇格蘭（官方榜单公司單曲榜）             | 17       |
| 新加坡（新加坡唱片工业协会）             | 18       |
| 斯洛伐克（百強數位單曲榜）               | 63       |
| 瑞典（瑞典每周热歌榜）                   | 6        |
| 英國（官方榜单公司單曲榜）               | 43       |
| 美国（《告示牌》百大單曲榜）             | 38       |
| 美國（《滾石》百大單曲榜）               | 23       |

## 發行歷史
| 國家 | 日期          | 格式              | 唱片公司 | 參考   |
| ---- | ------------- | ----------------- | -------- | ------ |
| 全球 | 2019年7月23日 | 數位下載 串流媒體 | 聯眾     | [ 37 ] |